# Jean Marchat
Jean Marchat, né le 8 juin 1902 à Grigny (Rhône) et mort le 2 octobre 1966 à Neuilly-sur-Seine (Hauts-de-Seine), est un acteur français, sociétaire de la Comédie-Française.

## Biographie
Compagnon de Marcel Herrand avec qui il dirige le théâtre des Mathurins.
Il est inhumé au cimetière de Montfort-l'Amaury.

## Filmographie

### Cinéma
- 1930 : Le Poignard malais de Roger Goupillières - Lucien Moutier
- 1931 : Partir de Maurice Tourneur - Jacques Largy
- 1931 : Échec et mat de Roger Goupillières - Claude Darblet
- 1932 : Au nom de la loi de Maurice Tourneur - Marcel
- 1932 : Le Cas du docteur Brenner de Jean Daumery - Le docteur Brenner
- 1932 : Chair ardente de René Plaissetty - Alfred
- 1935 : La Marche nuptiale de Mario Bonnard - Claude Morillot
- 1935 : Marie des Angoisses de Michel Bernheim - Ramon
- 1939 : Remorques de Jean Grémillon - Marc, le capitaine du "Mirva"
- 1941 : Le pavillon brûle de Jacques de Baroncelli - Risay
- 1941 : Croisières sidérales d'André Zwobada - Robert Monier
- 1942 : Mermoz de Louis Cuny - L'intellectuel
- 1942 : Pontcarral, colonel d'Empire de Jean Delannoy - Hubert de Rozans
- 1942 : L'Appel du bled de Maurice Gleize - Pierre Moreuil
- 1943 : Les Dames du bois de Boulogne de Robert Bresson - Jacques
- 1943 : Le Bossu de Jean Delannoy - Le régent
- 1943 : Les Caves du Majestic de Richard Pottier - Petersen
- 1946 : Mensonges de Jean Stelli - Olivier Dumas-Beaulieu
- 1946 : Le Château de la dernière chance de Jean-Paul Paulin - Tritonel
- 1946 : Le Mystérieux Monsieur Sylvain de Jean Stelli - Morgat
- 1948 : Trois Garçons, une fille de Maurice Labro - Georges Dourville
- 1948 : Le Mystère Barton de Charles Spaak - Olivier
- 1949 : La Souricière d'Henri Calef - Maître lebondit
- 1950 : Véronique de Robert Vernay - Le baron
- 1950 : L'Aiguille rouge d'Emil-Edwin Reinert  - M. Berger
- 1950 : Ombre et Lumière d'Henri Calef - Schurmann
- 1950 : La Passante de Henri Calef - Maître Darbel
- 1951 : Ils étaient cinq de Jack Pinoteau - Fredo, le patron du cabaret louche
- 1951 : Les Quatre Sergents du Fort Carré d'André Hugon
- 1951 : Au fil des ondes de Pierre Gautherin (uniquement le commentaire)
- 1952 : La Jeune Folle d'Yves Allégret - L'inspecteur
- 1953 : L'Ennemi public numéro un d'Henri Verneuil - L'Attorney général
- 1953 : Zoé de Charles Brabant - M. Pounet
- 1954 : Napoléon de Sacha Guitry - Le général Bertrand
- 1955 : Cherchez la femme de Raoul André - M. Van Looren
- 1955 : La Rue des bouches peintes de Robert Vernay - M. Mollison
- 1955 : Les Indiscrètes de Raoul André
- 1955 : Les Nuits de Montmartre de Pierre Franchi - M. Mureau
- 1955 : Mademoiselle de Paris de Walter Kapps - Hubert
- 1959 : L'Ambitieuse (ou Le Passager clandestin) d'Yves Allégret
- 1960 : Le Passage du Rhin d'André Cayatte - Michel Delmas
- 1961 : Le Miracle des loups d'André Hunebelle - L'archevêque
- 1962 : Climats de Stellio Lorenzi - Didier Laurent
- 1963 : À couteaux tirés de Charles Gérard - L'avocat de Robert

### Télévision
- 1956 : Eugénie Grandet de Maurice Cazeneuve : Grandet
- 1962 : Les Trois Chapeaux claques, téléfilm de Jean-Pierre Marchand : Don Sacramento
- 1962 : Les Cinq Dernières Minutes de Pierre Nivollet, épisode : Un mort à la une (série télévisée)
- 1966 : Au théâtre ce soir : Trois garçons, une fille de Roger Ferdinand, mise en scène Jean Marchat, réalisation Pierre Sabbagh, Théâtre Marigny

### Doublage
- James Mason dans :
  - Pandora (1951) : Hendrick van der Zee
  - Le Prisonnier de Zenda (1952) : Rupert de Henzau
  - Vingt Mille Lieues sous les mers (1954) : le Capitaine Nemo

- Robert Donat dans :
  - Fantôme à vendre (1935) : Murdoch Glourie / Donald Glourie
  - Les 39 Marches (1935) : Richard Hannay / Mr. Hammond / le Capitaine Fraser / Henry Hopkinson

- Peter Ustinov dans :
  - Quo Vadis (1951) : Néron
  - Le Beau Brummel (1954) : George IV, prince de Galles

- George Sanders dans :
  - Ivanhoé (1952) : Sir Brian de Bois-Guilbert
  - Les Contrebandiers de Moonfleet (1955) : Lord Ashwood

- 1936 : Anthony Adverse : Anthony Adverse (Fredric March)
- 1937 : Un homme a disparu : [Qui ?]
- 1938 : Femmes délaissées : [Qui ?]
- 1944 : Angoisse : Dr Hunlington Bailey (George Brent)
- 1948 : Les Chaussons rouges : Boris Lermontov (Anton Walbrook)
- 1948 : La Cité sans voiles : le narrateur (Mark Hellinger)
- 1950 : Demain il sera trop tard : Pr Landi (Vittorio De Sica)
- 1953 : Tous en scène : Jeffrey « Jeff » Cordova (Jack Buchanan)
- 1953 : Jules César : Casca (Edmond O'Brien)
- 1954 : Le Signe du païen : l'empereur Théodose II (George Dolenz)
- 1956 : Alexandre le Grand : Darius (Harry Andrews)
- 1956 : La Vie passionnée de Vincent van Gogh : le narrateur[Qui ?]
- 1961 : L'Enlèvement des Sabines : Numa Pompilius (Petar Dobric)
- 1961 : Le Roi des rois : la tentation[Qui ?]
- 1962 : La Conquête de l'Ouest : le narrateur (Spencer Tracy)
- 1963 : Meurtre au galop : Hector Enderby (Robert Morley)
- 1964 : Becket : Gilbert Foliot, l'évêque de Londres (Donald Wolfit)
- 1966 : La Bible : le narrateur[Qui ?]

## Théâtre

### Comédien
- 1928 : Les Noces d'argent de Paul Géraldy, Comédie-Française
- 1930 : Les Trois Henry d'André Lang, mise en scène Émile Fabre, Comédie-Française
- 1930 : Moi d'Eugène Labiche et Édouard Martin, mise en scène Charles Granval, Comédie-Française
- 1934 : Le Coup de Trafalgar de Roger Vitrac, création dans une mise en scène de Marcel Herrand au Théâtre de l'Atelier, dans le rôle d'Arcade Lemercoer
- 1936 : La Folle du ciel d'Henri-René Lenormand, mise en scène Georges Pitoëff, Théâtre des Mathurins
- 1937 : Jules César de William Shakespeare, mise en scène Charles Dullin, Théâtre de l'Atelier
- 1937 : Philoctète d'André Gide, dans le cadre de l'Exposition spécialisée de 1937
- 1942 : Dieu est innocent de Lucien Fabre, mise en scène Marcel Herrand, Théâtre des Mathurins
- 1942 : Mademoiselle de Panama de Marcel Achard, mise en scène Marcel Herrand, Théâtre des Mathurins
- 1944 : Le Voyage de Thésée de Georges Neveux, mise en scène ?, Théâtre des Mathurins
- 1945 : Tartuffe de Molière, mise en scène Marcel Herrand, Théâtre des Mathurins
- 1945 : Au petit bonheur de Marc-Gilbert Sauvajon, mise en scène Fred Pasquali, Théâtre Gramont
- 1946 : Primavera de Claude Spaak, mise en scène Marcel Herrand, Théâtre des Mathurins
- 1947 : Je vivrai un grand amour de Steve Passeur, Théâtre des Mathurins
- 1949 : Héloïse et Abélard de Roger Vaillant, mise en scène Jean Marchat, Théâtre des Mathurins
- 1950 : Oncle Harry de Thomas Job, adaptation Marcel Dubois, Jacques Feyder, mise en scène Jean Marchat, Théâtre royal du Parc
- 1951 : Oncle Harry de Thomas Job, adaptation Marcel Dubois, Jacques Feyder, mise en scène Jean Marchat, Théâtre Antoine
- 1953 : Dardamelle ou le Cocu, d'Émile Mazaud, mise en scène Henri Rollan, Comédie-Française
- 1953 : Six personnages en quête d'auteur de Luigi Pirandello, mise en scène Julien Bertheau, Comédie-Française
- 1954 : Saül d'André Gide, mise en scène Georges Douking, Comédie de Provence
- 1955 : Est-il bon ? Est-il méchant ? de Denis Diderot, mise en scène Henri Rollan, Comédie-Française
- 1956 : Bérénice de Jean Racine, Comédie-Française : Arsace (15 fois, 1956-1957)
- 1957 : Polydora d'André Gillois, mise en scène de l'auteur, Comédie-Française
- 1957 : Mademoiselle de Jacques Deval, mise en scène Robert Manuel, Comédie-Française
- 1958 : Le Maître de Santiago de Henry de Montherlant, mise en scène Henri Rollan, Comédie-Française
- 1958 : Polyeucte de Corneille, mise en scène Jean Serge, Festival Corneille Barentin
- 1959 : Horace de Corneille, mise en scène Jean Serge, Festival Corneille, Barentin
- 1959 : La guerre de Troie n’aura pas lieu de Jean Giraudoux, mise en scène Jean Marchat, Festival de Bellac
- 1960 : Polyeucte de Corneille, mise en scène Jean Marchat, Comédie-Française
- 1961 : Monsieur Le Trouhadec saisi par la débauche de Jules Romains, mise en scène Jean Huberty, Festival de Bellac
- 1961 : Oncle Vania d'Anton Tchekhov, mise en scène Jacques Mauclair, Comédie-Française
- 1963 : La Mort de Pompée de Corneille, mise en scène Jean Marchat, Comédie-Française
- 1963 : La Foire aux sentiments de Roger Ferdinand, mise en scène Raymond Gérôme, Comédie-Française
- 1963 : La Tour de Nesle d'Alexandre Dumas, mise en scène Henri Lazarini
- 1964 : Le Carrosse du Saint-Sacrement de Prosper Mérimée, mise en scène Jean Marchat, Comédie-Française
- 1965 : Polyeucte de Corneille, mise en scène Jean Marchat, Comédie-Française
- 1965 : Port-Royal de Henry de Montherlant, mise en scène Jean Marchat, Festival d'Angers
- 1966 : Le Jeu de l'amour et de la mort de Romain Rolland, mise en scène Jean Marchat, Comédie-Française
- 1966 : Phèdre de Racine, Théâtre de la Nature Saint-Jean-de-Luz
- 1966 : La guerre de Troie n'aura pas lieu de Jean Giraudoux, mise en scène Jean Darnel, Théâtre de la Nature Saint-Jean-de-Luz

### Metteur en scène
- 1944 : Tess d'Urberville de Roger-Ferdinand d'après Thomas Hardy, Théâtre Antoine
- 1947 : Le Misanthrope de Molière, Théâtre des Mathurins
- 1948 : N’empêchez pas la musique de Fabien Reignier, Théâtre des Mathurins
- 1949 : Haute Surveillance de Jean Genet, Théâtre des Mathurins
- 1949 : Amal et la lettre du Roi de Rabindranath Tagore, traduction André Gide, Théâtre des Mathurins
- 1949 : Le Retour de l'enfant prodigue d'André Gide, Théâtre des Mathurins
- 1949 : Britannicus de Racine, Théâtre des Mathurins
- 1949 : Héloïse et Abélard de Roger Vaillant, Théâtre des Mathurins
- 1950 : Oncle Harry de Thomas Job, adaptation Marcel Dubois, Jacques Feyder, Théâtre royal du Parc, Théâtre Antoine
- 1953 : Mithridate de Racine, Festival d'Angers
- 1954 : Si vous aimez ceux qui vous aiment de Claude Baldy, Théâtre des Mathurins
- 1954 : Le Maître et la servante d'Henri Lefebvre, Théâtre des Mathurins
- 1955 : Jeanne d'Arc de Charles Péguy, Comédie-Française au Théâtre de l'Odéon
- 1957 : Bajazet de Jean Racine, Comédie-Française
- 1959 : La guerre de Troie n’aura pas lieu de Jean Giraudoux, Festival de Bellac
- 1960 : Polyeucte de Corneille, Comédie-Française
- 1961 : Remue-ménage de Pierre Leloir, Comédie-Wagram
- 1961-1963 : Le Maître de Santiago de Henry de Montherlant, Festival des nuits de Bourgogne Dijon, Château de Plessis-Macé
- 1964 : Le Carrosse du Saint-Sacrement de Prosper Mérimée, Comédie-Française
- 1965 : Port-Royal de Henry de Montherlant, Festival d'Angers
- 1965 : Monsieur Le Trouhadec de Jules Romains, Comédie-Française[2]
- 1966 : Le Jeu de l'amour et de la mort de Romain Rolland, Comédie-Française

### Musique (théâtre et enregistrements)
- Le Récitant dans un enregistrement de 1953 de L'Histoire du Soldat, texte de Ramuz, musique de Stravinsky.